# إدي ماست
إدي ماست (بالإنجليزية: Eddie Mast)‏ مواليد 3 أكتوبر 1948 في فيلادلفيا - الوفاة 18 أكتوبر 1994، كان مدرب كرة سلة أمريكي ولاعب. بدأ مسيرته الاحترافية في سنة 1970. تم اختياره من قبل فريق نيويورك نيكس خلال الدرافت. بلغ طوله 6 قدم 9 بوصة (2.1 م). اعتزل اللعب في 1973. لعب مع نيويورك نيكس وأتلانتا هوكس.

## روابط خارجية
- إدي ماست على موقع إن بي أي (الإنجليزية)
- إدي ماست على موقع سبورتس رفرنس (الإنجليزية)
- إدي ماست على موقع كلية كرة السلة في سبورتس رفرنس.كوم (الإنجليزية)
- إدي ماست على موقع ريلجم (الإنجليزية)
- إدي ماست على موقع بروبوليرز (الإنجليزية)